# Lake Sulivan
Lake Sulivan är en sjö på ön Västra Falkland inom Falklandsöarna i Sydatlanten.. Lake Sulivan ligger 10 meter över havet. Arean är 4,2 kvadratkilometer. Trakten runt Lake Sulivan består i huvudsak av gräsmarker. Den sträcker sig 4,4 kilometer i nord-sydlig riktning, och 1,5 kilometer i öst-västlig riktning. Lake Sulivan är ögruppens största insjö  .